# 2011년 빌보드 핫 100 차트 1위 목록

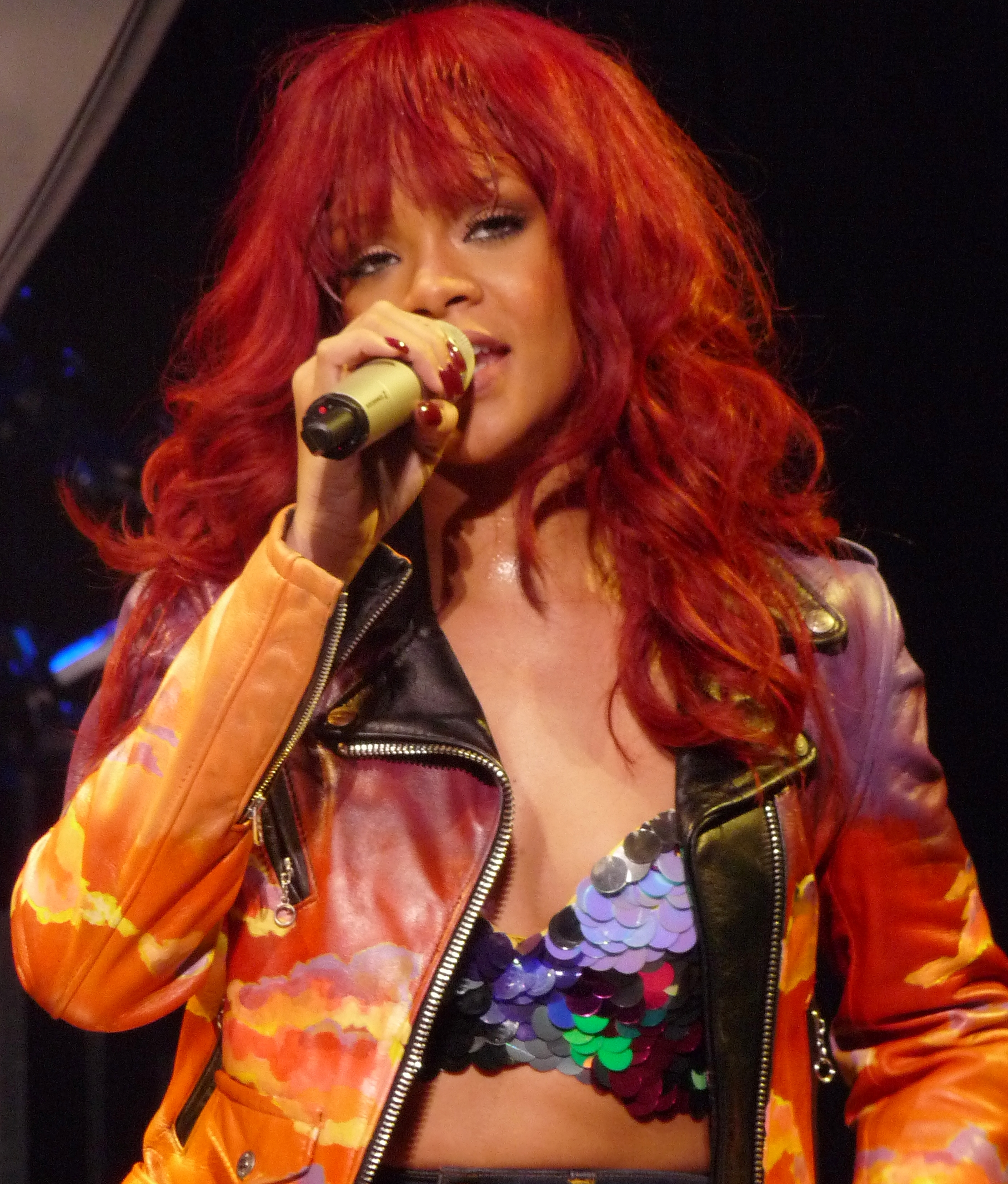
바베이도스 출신 가수 리한나는 〈S&M〉과 〈We Found Love〉를 모두 1위에 올리면서 각각 10번째와 11번째 1위 싱글을 만들어냈다.

빌보드 핫 100은 미국에서 가장 실적이 좋은 싱글의 순위를 매기는 차트이다. 각 싱글의 주간 피지컬 및 디지털 판매량, 에어플레이를 기반으로 종합하여 닐슨 사운드스캔이 자료를 편집하며, 《빌보드》를 통해 출간된다. 2011년 53주간 총 14장의 싱글이 정상을 차지했으며, 이 중 하나인 케이티 페리의 〈Firework〉는 2010년 말부터 1위에 올라있었다.
2011년 피처링으로 참여한 음악가를 포함한 위즈 칼리파, 아델, 핏불, 아프로잭, 네이어, LMFAO, 로런 베넷, 군록, 켈빈 해리스, 총 9명의 음악가가 첫 번째 빌보드 핫 100 1위 싱글을 만들어냈다. 또한 여섯 장의 콜라보레이션 싱글이 1위에 올랐다. 팝 가수 아델, 브리트니 스피어스, 케이티 페리, 리한나는 한 해에 걸쳐 두 장 또는 그 이상의 1위 노래를 얻었다. 아델의 노래 중 〈Rolling in the Deep〉은 2011년 최고의 성적을 기록한 싱글로, 2011년 빌보드 핫 100 연간 차트에서 정상에 올랐다. 또한 아델은 한 해 동안 최소 5주 1위를 기록한 싱글을 연속 배출한 네 번째 솔로 여자 가수가 되었다.
리한나의 〈We Found Love〉는 가장 오랫동안 1위를 기록한 싱글로, 2011년 8주 동안 1위를 했으며 추가로 2012년에도 2주 동안 1위를 했다. 리한나는 차트 역사상 10주 동안 정상을 지킨 싱글을 보유한 열한 번째 여자 솔로 음악가가 되었다. 아델의 〈Rolling In the Deep〉은 7주 연속 1위에 머물었고, 빌보드 핫 100 1000번째 1위를 한 레이디 가가의 〈Born This Way〉와 LMFAO의 〈Party Rock Anthem〉은 6주 연속 1위를 했다. 페리의 〈E.T.〉와 아델의 〈Someone Like You〉는 5주 동안 1위를 했다.

## 차트 역사

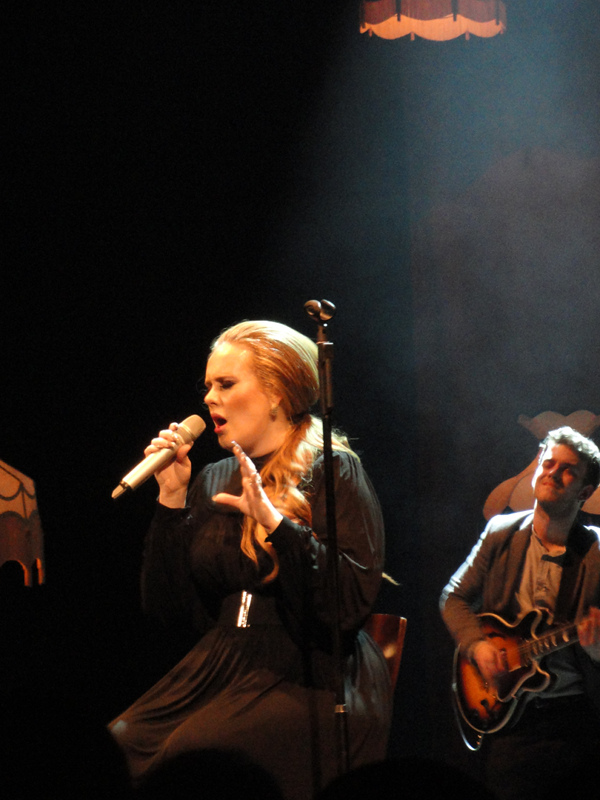
가수 아델의 〈Rolling in the Deep〉은 7주 연속 1위를 했고 2011년 빌보드 핫 100 연간 차트에서도 정상에 올랐다.

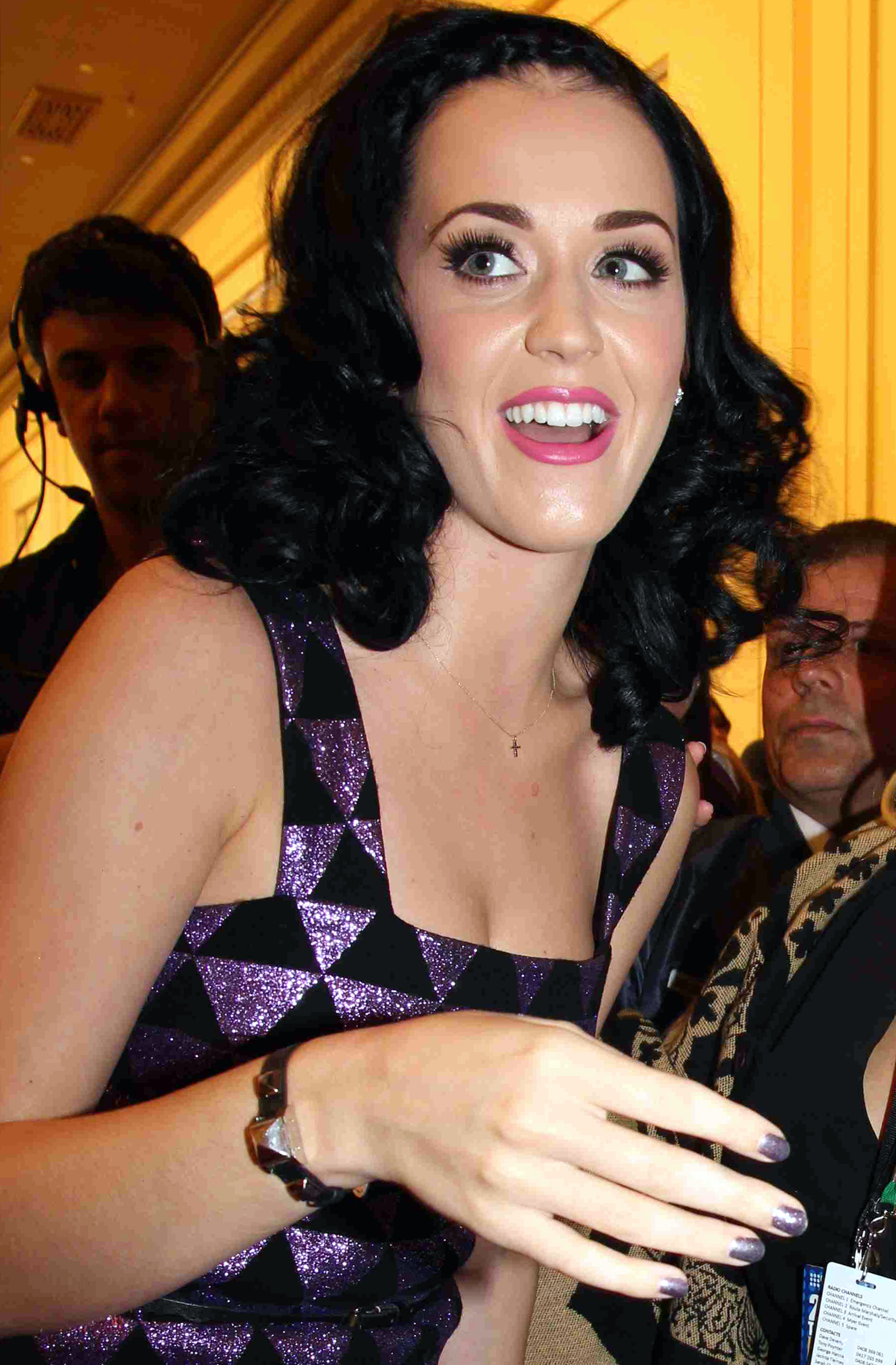
〈E.T.〉, 〈Last Friday Night (T.G.I.F.)〉가 1위에 오름으로써 케이티 페리는 한 음반에서 다섯 장의 싱글을 연속으로 1위에 올린 역사상 최초의 여자 음악가가 되었다.

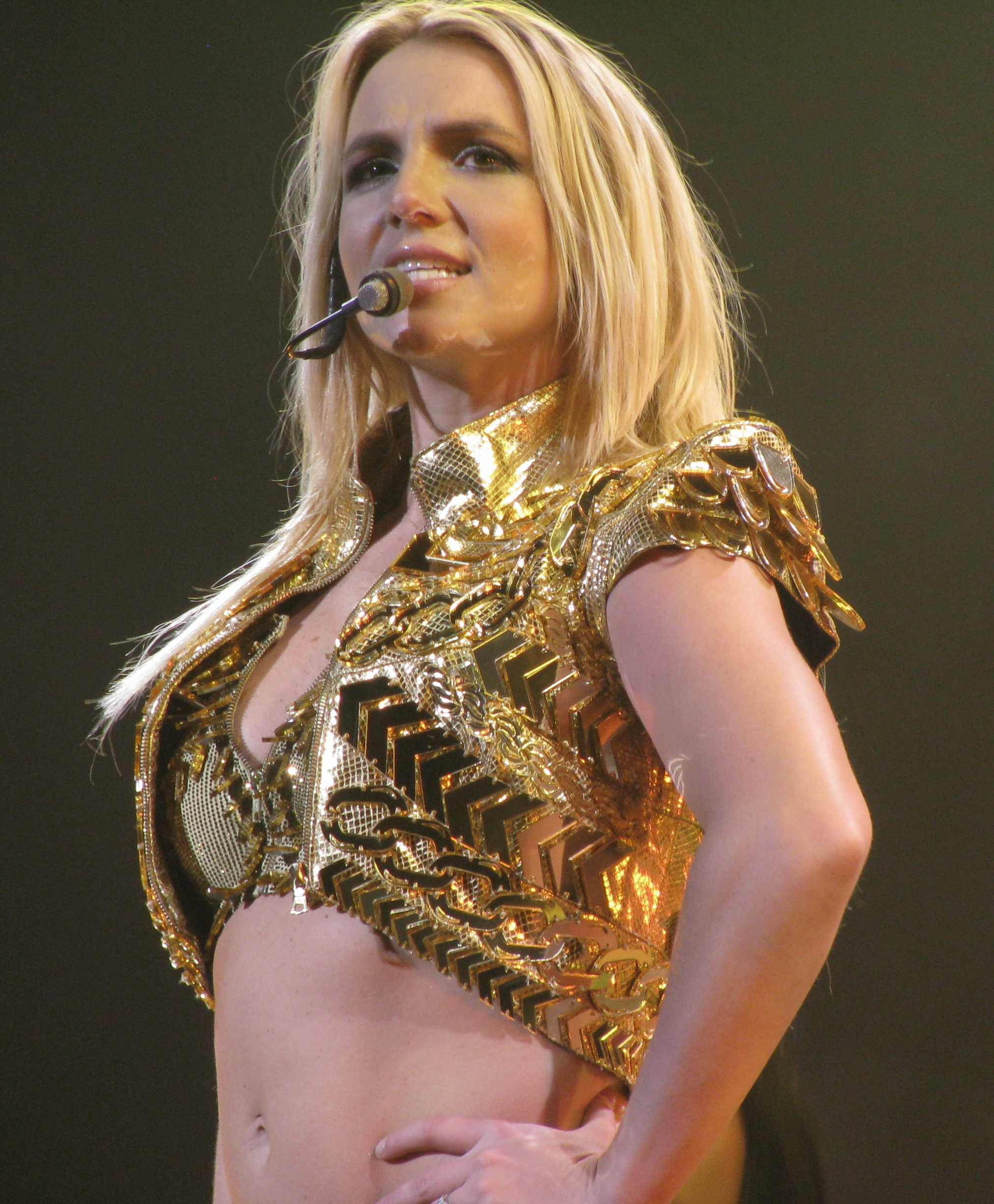
브리트니 스피어스는 〈Hold It Against Me〉가 정상으로 데뷔하며 여자 음악가로는 최초로 1990년대, 2000년대, 2010년대 모두 1위 싱글을 만들어냈다.

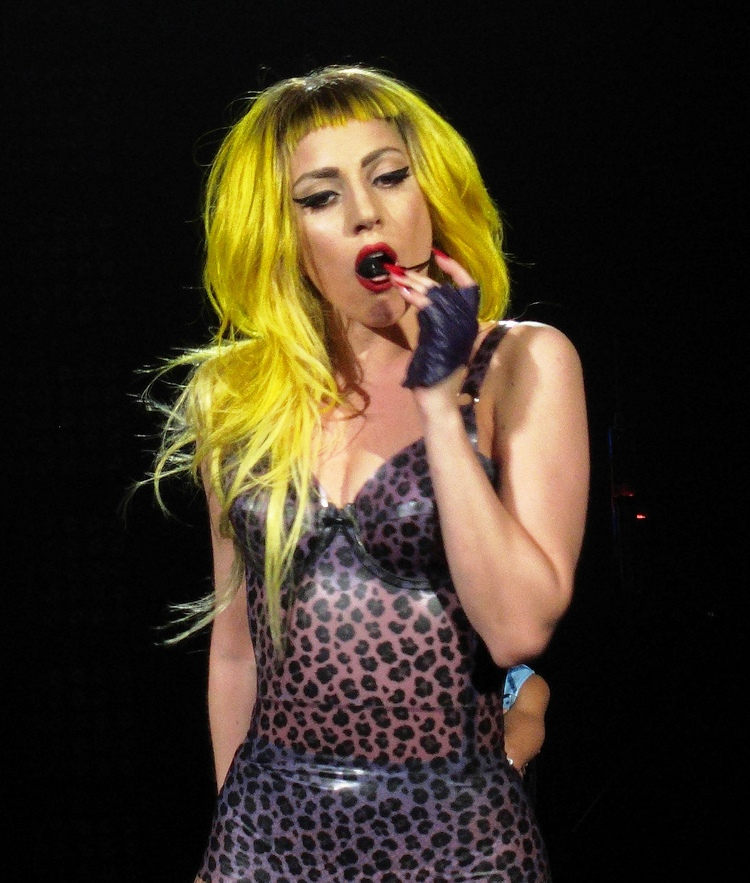
레이디 가가의 〈Born This Way〉는 1위로 데뷔한 이후 6주 연속 동안 정상을 지켰다.

| 2011년 연간 1위 싱글 | 2011년 연간 1위 싱글 |

| 발표일    | 노래                         | 음악가                              | 출처   |
| --------- | ---------------------------- | ----------------------------------- | ------ |
| 1월 1일   | Firework                     | 케이티 페리                         | [ 3 ]  |
| 1월 8일   | Grenade                      | 브루노 마스                         | [ 14 ] |
| 1월 15일  | Firework                     | 케이티 페리                         | [ 15 ] |
| 1월 22일  | Grenade                      | 브루노 마스                         | [ 16 ] |
| 1월 29일  | Hold It Against Me           | 브리트니 스피어스                   | [ 12 ] |
| 2월 5일   | Grenade                      | 브루노 마스                         | [ 17 ] |
| 2월 12일  | Grenade                      | 브루노 마스                         | [ 18 ] |
| 2월 19일  | Black and Yellow             | 위즈 칼리파                         | [ 19 ] |
| 2월 26일  | Born This Way                | 레이디 가가                         | [ 10 ] |
| 3월 5일   | Born This Way                | 레이디 가가                         | [ 20 ] |
| 3월 12일  | Born This Way                | 레이디 가가                         | [ 21 ] |
| 3월 19일  | Born This Way                | 레이디 가가                         | [ 22 ] |
| 3월 26일  | Born This Way                | 레이디 가가                         | [ 23 ] |
| 4월 2일   | Born This Way                | 레이디 가가                         | [ 13 ] |
| 4월 9일   | E.T.                         | 케이티 페리 (Feat. 카니예 웨스트)   | [ 24 ] |
| 4월 16일  | E.T.                         | 케이티 페리 (Feat. 카니예 웨스트)   | [ 25 ] |
| 4월 23일  | E.T.                         | 케이티 페리 (Feat. 카니예 웨스트)   | [ 26 ] |
| 4월 30일  | S&M                          | 리한나 (Feat. 브리트니 스피어스)    | [ 28 ] |
| 5월 7일   | E.T.                         | 케이티 페리 (Feat. 카니예 웨스트)   | [ 29 ] |
| 5월 14일  | E.T.                         | 케이티 페리 (Feat. 카니예 웨스트)   | [ 30 ] |
| 5월 21일  | Rolling in the Deep          | 아델                                | [ 31 ] |
| 5월 28일  | Rolling in the Deep          | 아델                                | [ 32 ] |
| 6월 4일   | Rolling in the Deep          | 아델                                | [ 33 ] |
| 6월 11일  | Rolling in the Deep          | 아델                                | [ 34 ] |
| 6월 18일  | Rolling in the Deep          | 아델                                | [ 35 ] |
| 6월 25일  | Rolling in the Deep          | 아델                                | [ 36 ] |
| 7월 2일   | Rolling in the Deep          | 아델                                | [ 37 ] |
| 7월 9일   | Give Me Everything           | 핏불 (Feat. 니요, 아프로잭, 네이어) | [ 38 ] |
| 7월 16일  | Party Rock Anthem            | LMFAO (Feat. 로런 베넷, 군록)       | [ 39 ] |
| 7월 23일  | Party Rock Anthem            | LMFAO (Feat. 로런 베넷, 군록)       | [ 40 ] |
| 7월 30일  | Party Rock Anthem            | LMFAO (Feat. 로런 베넷, 군록)       | [ 41 ] |
| 8월 6일   | Party Rock Anthem            | LMFAO (Feat. 로런 베넷, 군록)       | [ 42 ] |
| 8월 13일  | Party Rock Anthem            | LMFAO (Feat. 로런 베넷, 군록)       | [ 43 ] |
| 8월 20일  | Party Rock Anthem            | LMFAO (Feat. 로런 베넷, 군록)       | [ 44 ] |
| 8월 27일  | Last Friday Night (T.G.I.F.) | 케이티 페리                         | [ 11 ] |
| 9월 3일   | Last Friday Night (T.G.I.F.) | 케이티 페리                         | [ 45 ] |
| 9월 10일  | Moves Like Jagger            | 마룬 5 (Feat. 크리스티나 아길레라)  | [ 46 ] |
| 9월 17일  | Someone Like You             | 아델                                | [ 47 ] |
| 9월 24일  | Moves Like Jagger            | 마룬 5 (Feat. 크리스티나 아길레라)  | [ 48 ] |
| 10월 1일  | Moves Like Jagger            | 마룬 5 (Feat. 크리스티나 아길레라)  | [ 49 ] |
| 10월 8일  | Moves Like Jagger            | 마룬 5 (Feat. 크리스티나 아길레라)  | [ 50 ] |
| 10월 15일 | Someone Like You             | 아델                                | [ 51 ] |
| 10월 22일 | Someone Like You             | 아델                                | [ 52 ] |
| 10월 29일 | Someone Like You             | 아델                                | [ 53 ] |
| 11월 5일  | Someone Like You             | 아델                                | [ 8 ]  |
| 11월 12일 | We Found Love                | 리한나 (Feat. 켈빈 해리스)          | [ 1 ]  |
| 11월 19일 | We Found Love                | 리한나 (Feat. 켈빈 해리스)          | [ 54 ] |
| 11월 26일 | We Found Love                | 리한나 (Feat. 켈빈 해리스)          | [ 55 ] |
| 12월 3일  | We Found Love                | 리한나 (Feat. 켈빈 해리스)          | [ 56 ] |
| 12월 10일 | We Found Love                | 리한나 (Feat. 켈빈 해리스)          | [ 57 ] |
| 12월 17일 | We Found Love                | 리한나 (Feat. 켈빈 해리스)          | [ 58 ] |
| 12월 24일 | We Found Love                | 리한나 (Feat. 켈빈 해리스)          | [ 59 ] |
| 12월 31일 | We Found Love                | 리한나 (Feat. 켈빈 해리스)          | [ 2 ]  |

## 같이 보기
- 2011년 음악